# Pallas-Yllästunturi
Národní park Pallas-Yllästunturi (Pallas-Yllästunturin kansallispuisto) se rozkládá v provincii Laponsko v severním Finsku. Formálně vznikl roku 2005 spojením národního parku Pallas-Ounastunturi a chráněné oblasti Ylläs-Aakenus a stal se tak třetím největším Finským národním parkem s celkovou rozlohou 1020 km²
Parkem prochází zbytky pohoří, které léty zvětralo a během doby ledové bylo obrušováno ledovcem. Dalo tak vznik typickým vrcholkům zvaným tunturi. Nejvyšší z nich je Taivaskero (807 m n. m.).
V parku se nachází přes 350 km značených a upravených stezek pro zimní (lyžařskou i skútrovou) i letní turistiku a mnoho chat pro volné použití (vybavených) stejně jako sauna. Park spravuje společnost Metsähallitus. V jejích návštěvnických centrech je možné si zarezervovat místa v placených chatičkách na cestách parkem.

## Pallas-Ounastunturi
Tato část parku je vůbec první národní park ve Finsku, založený roku 1938. Dva týdny před založeným parku byl otevřen i Hotel Pallas, jako vůbec první v Laponsku.
Nejpopulárnější cesta je z městečka Hetta (Enontekiö) k Hotelu Pallas (nebo naopak) dlouhá 55 km.

### Hetta – Pallas
Stezka z Hetty do Pallasu je dlouhá 55 km a byla vytyčena roku 1934 jako vůbec první ve Finsku.
Nejprve je nutné lodí překonat jezero Ounasjärvi. Na druhém břehu jezera se nachází původní sámská chatička (tzv. kota) vybavená ohništěm.
Cesta pokračuje do 6 km vzdálené chatičce Pyhäkero s krbem a místem na spaní pro zhruba 4 lidi, nádobím a plynovým vařičem. Pitnou vodu je možné získat z pumpy.
Poté pokračuje přes vrchol Pyhäkero (711 m n. m.) k 8 km daleké chatičce Sioskuru – 16 volných míst a 8 placených (vybavených matracemi), plynový vařič, kamna a dřevo, pitná voda z jezera.
1 km stranou od stezky, asi o 4 km dále, se nachází chatička Tappuri schopná pojmout 6 lidí.
V chatce Pahakuru, 10 km od Sioskuru, se může ubytovat 10 lidí. Vybavená je plynovým vařičem a nádobím. K pitné vodě vede stezka dlouhá pár stovek metrů.
Jen o 2 km dále je asi nejoblíbenější místo u chatičky Hannukuru. Chatička pojme 16 a 8 platících lidí a je standardně vybavena. V současné době je stavěna další chatička, protože ve vrcholné sezóně se zde sejde až 60 cestovatelů. Je tomu tak zřejmě proto, že se zde nachází nově postavená sauna na břehu jezera, která nahradila saunu starší. Pitnou vodu je možné pumpovat ze studny.
Nammalankuru je další místo na spaní, zhruba 15 km po cestě, a může se tu ubytovat 16 + 8 lidí, kterým nabídne obvyklé vybavení plynového vařiče, kamen, suchých záchodů a vodního zdroje.

## Galerie

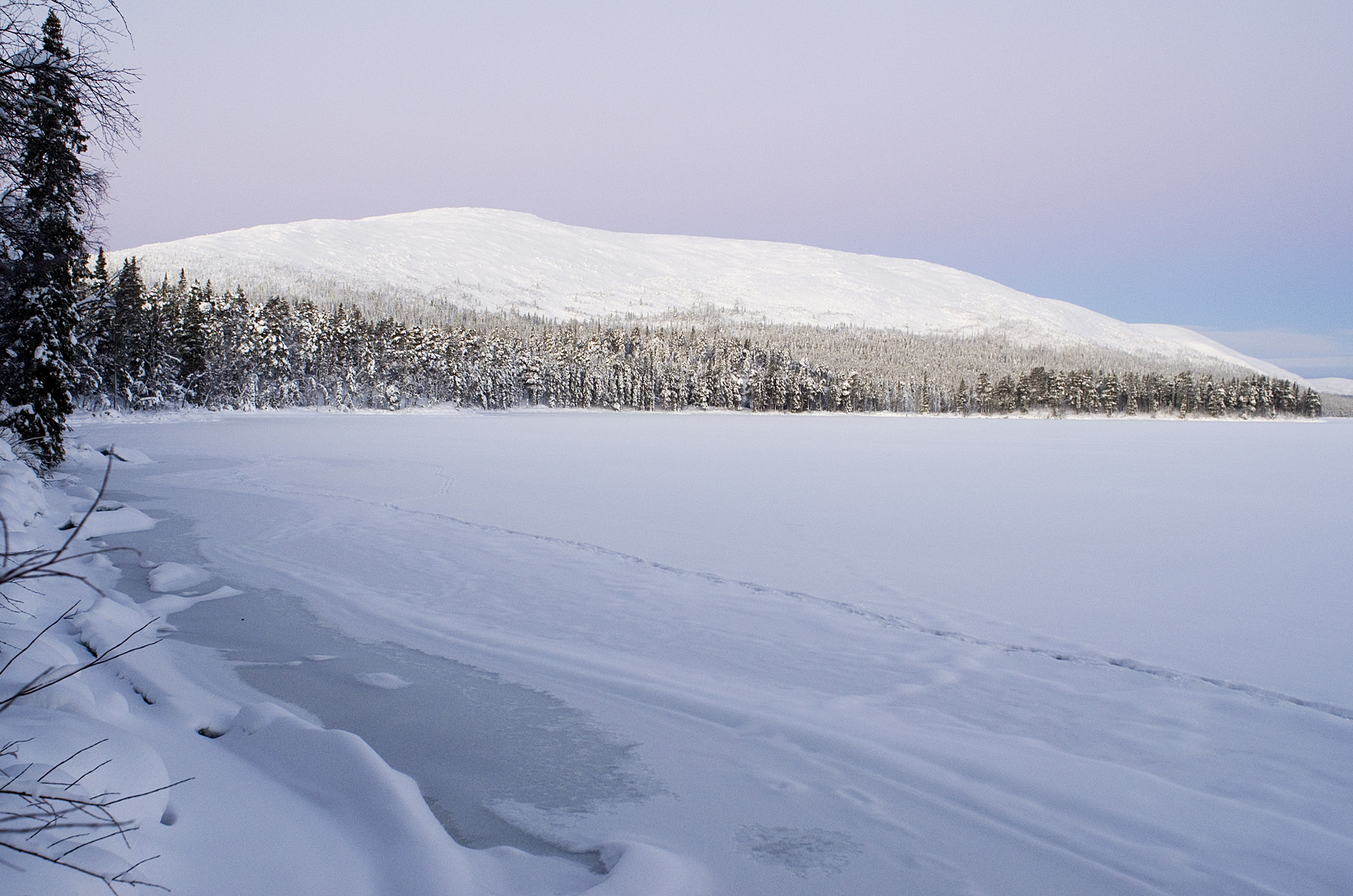
Zamrzlé jezero Pallasjärvi a hřeben Pallastunturi
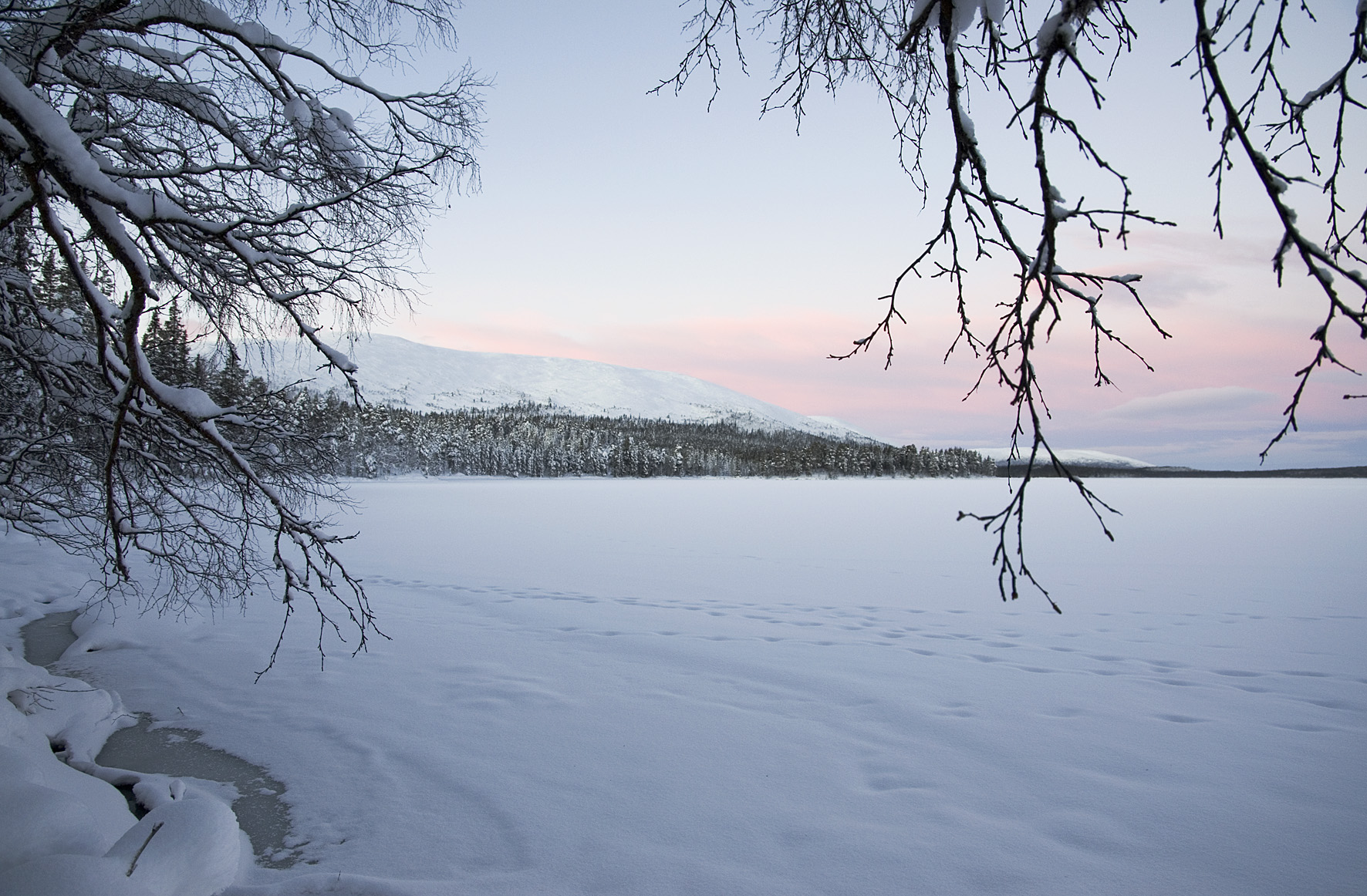
Zamrzlé jezero Pallasjärvi a hřeben Pallastunturi
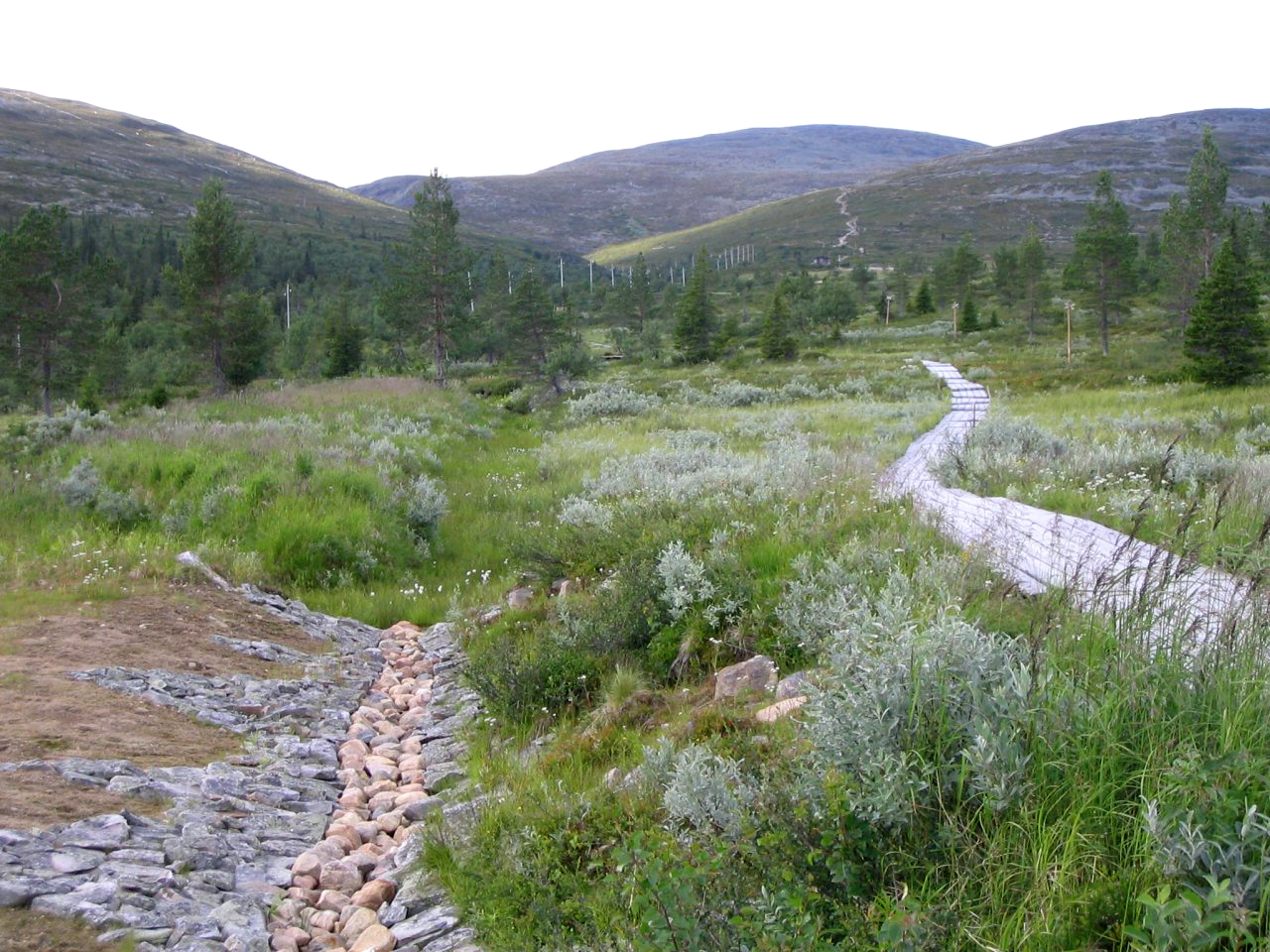
Cesty po hřebeni Pallastunturi
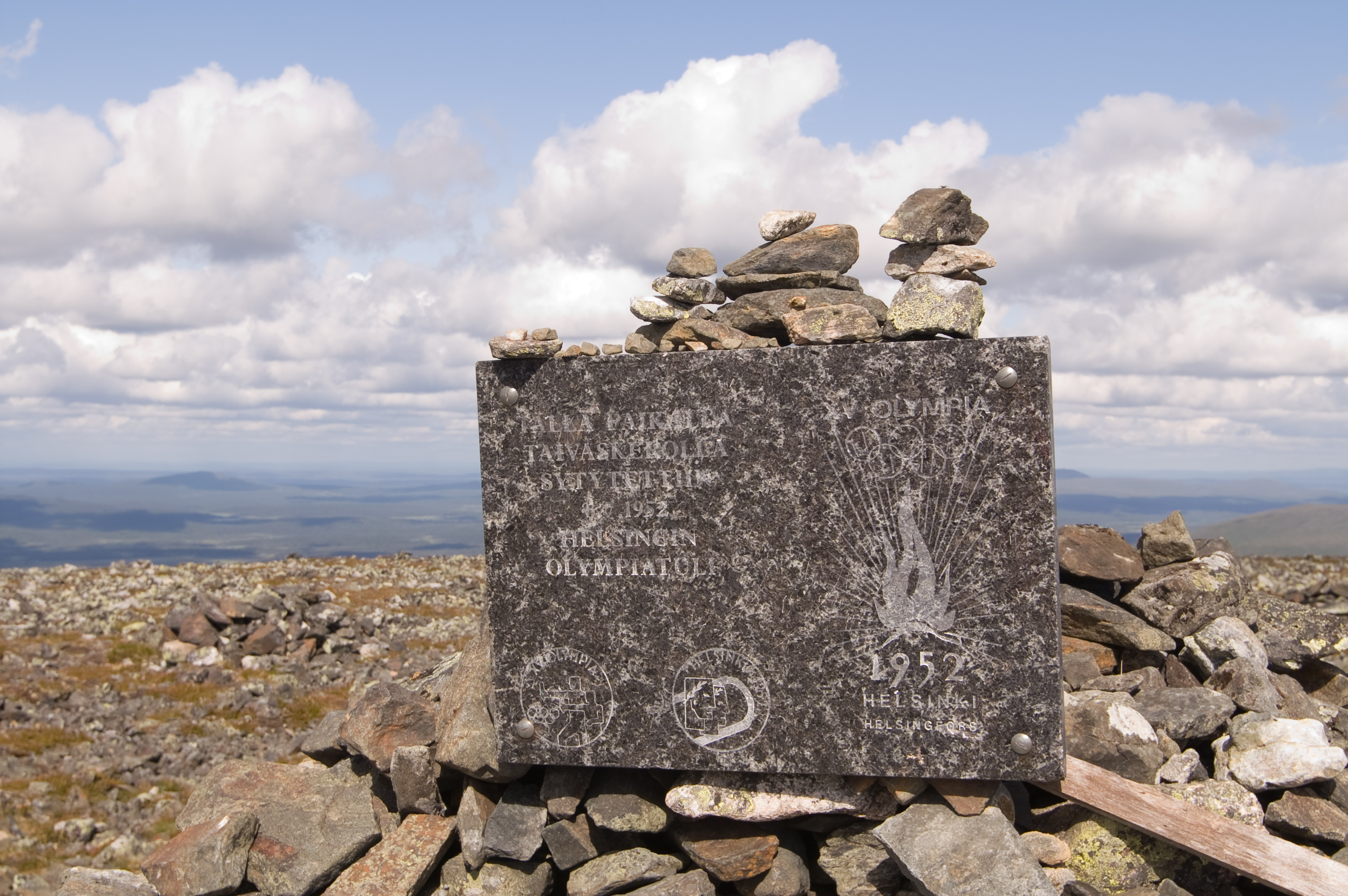
Monument na vrcholu Taivaskero
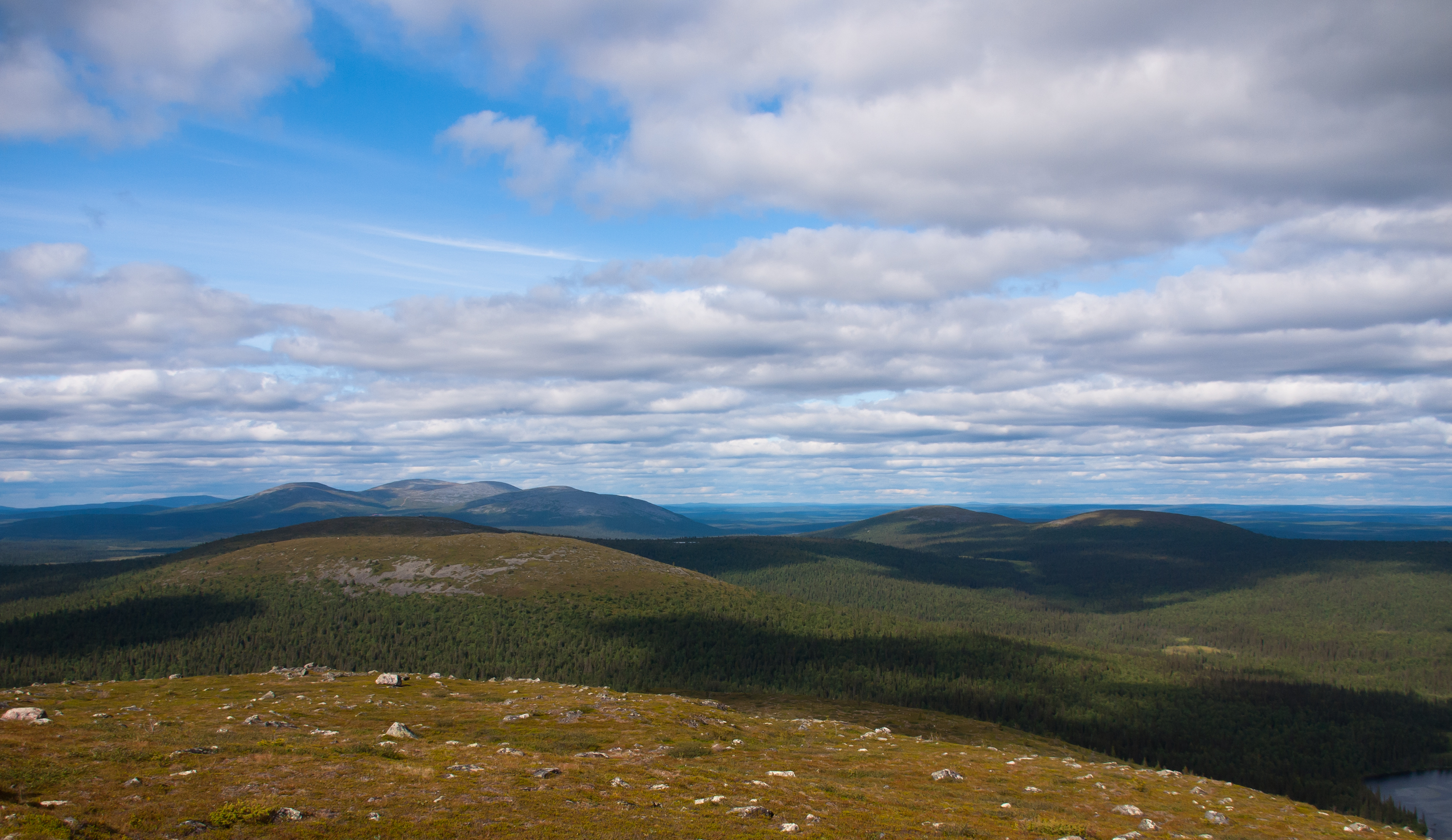
Sammal, Pallas a Lommol
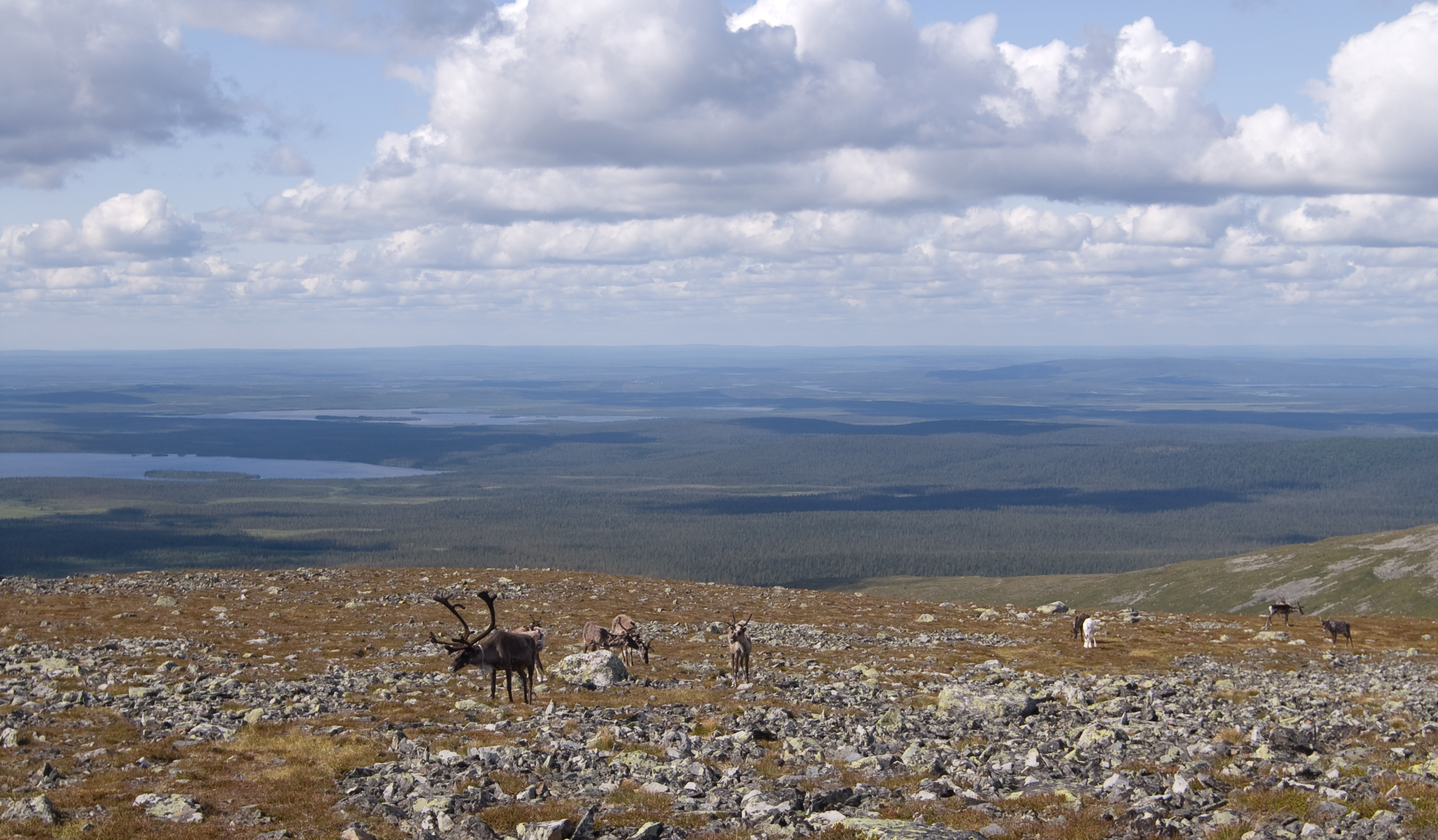
Sobi na Taivaskeru
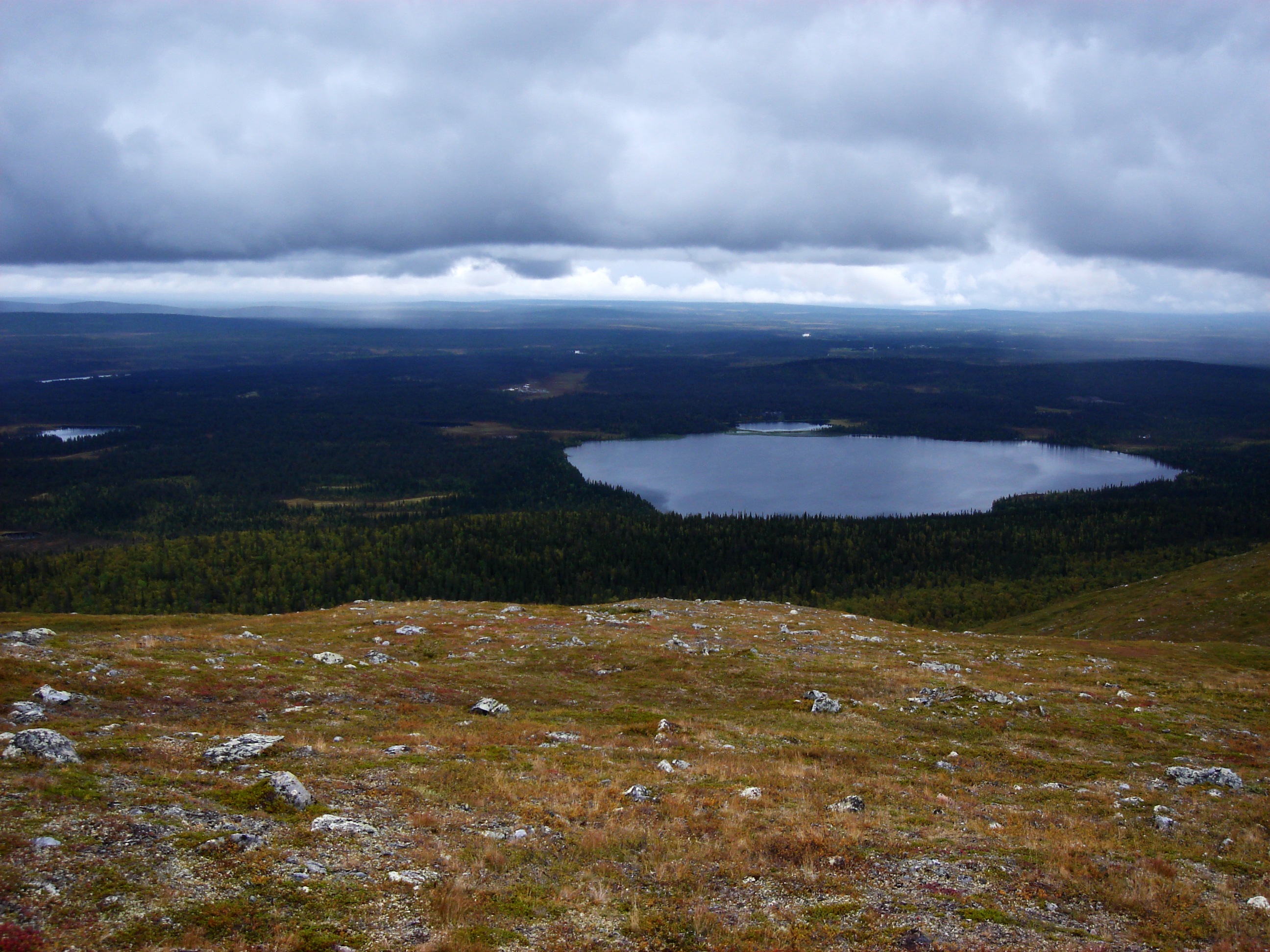
Jezero Vuontisjärvi
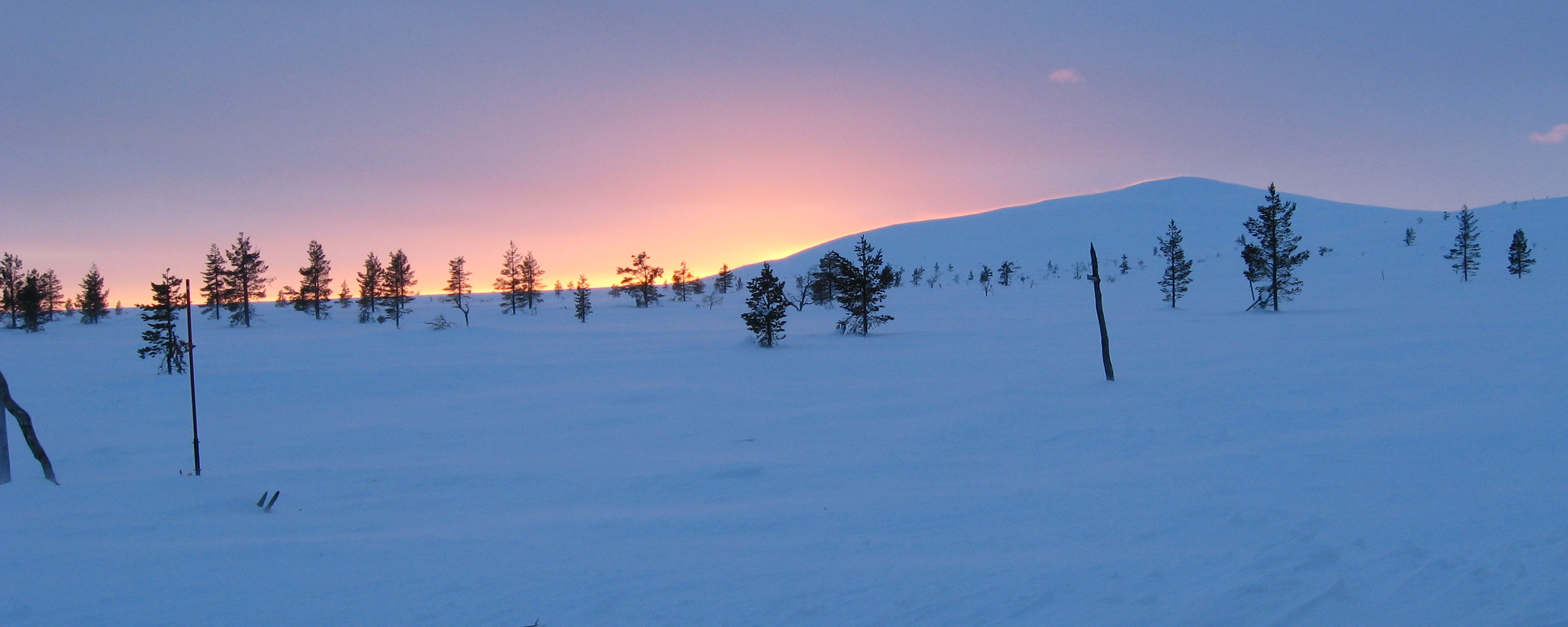
Outtakka (foceno z chaty Pahakuru)
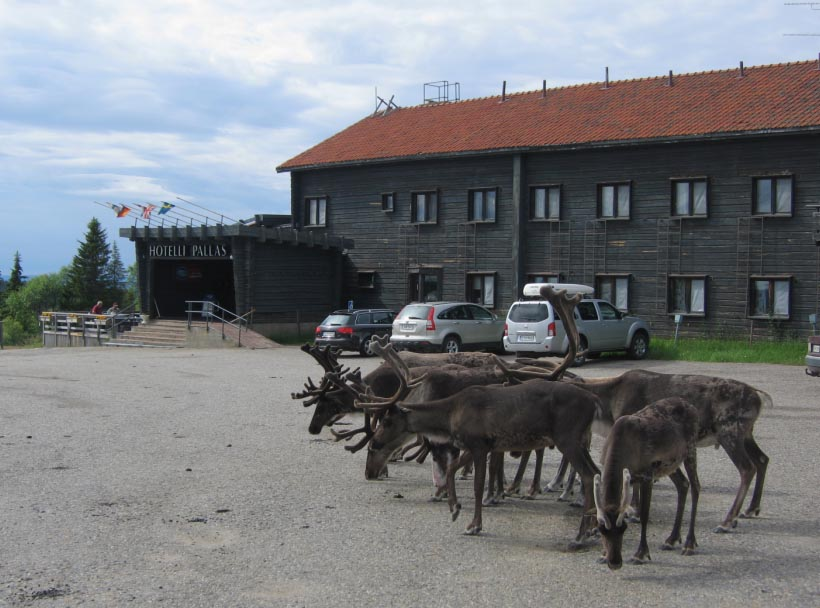
Hotel Pallas